# Neolophonotus amplus
Neolophonotus amplus là một loài ruồi trong họ Asilidae. Neolophonotus amplus được Londt miêu tả năm 1985. Loài này phân bố ở vùng nhiệt đới châu Phi.